# Маргулис (альбом)
Маргулис — четвёртый сольный альбом российского рок-музыканта Евгения Маргулиса, записанный в 2012 году после его ухода из «Машины времени» и выпущенный в 2013 году.

## Список композиций
1. Надоело(а) (3-04)
2. Курить (3-26)
3. Неботва (4-22)
4. Рок-н-ролл (памяти Сергея Кавагоэ) (3-38)
5. Не надо так (3-27)
6. R.le.Kino (Эмил Димитров — Борис Баркас) (3-18)
7. Заносит (1-51)
8. Война (3-56)
9. Ловец (1-57)
10. I love u (3-50)
11. Спокойной ночи (1-56)

## Участники записи
- Евгений Маргулис — вокал, гитара, бас-гитара.
- Михаил Клягин — гитара.
- Евгений Лепендин — барабаны, тарелки
- Михаил Владимиров — губная гармоника, соло.
- Александр Дитковский — труба

## Дополнительная информация
- Песня «Рок-н-ролл» посвящена Сергею Кавагоэ (1953—2008), старому другу и коллеге по группам «Машина времени», «Воскресение» и московскому «Наутилусу».
- Маргулис долго отбивался от предложений Аллы Пугачёвой сделать кавер-версию какой-нибудь её песни. Но однажды американские друзья подарили ему в Лос-Анджелесе четырёхструнную сигар-бокс-гитару и её металлический звук натолкнул Евгения на блюзовую версию «Арлекино».[2]